# Depot I von Stehelčeves
Das Depot I von Stehelčeves (auch Hortfund I von Stehelčeves) ist ein Depotfund der frühbronzezeitlichen Aunjetitzer Kultur aus Stehelčeves im Středočeský kraj, Tschechien. Es datiert in die Zeit zwischen 2000 und 1800 v. Chr. Das Depot befindet sich heute im Nationalmuseum in Prag.

## Fundgeschichte
Das Depot wurde 1887 erstmals erwähnt. Die Entdeckung lag zu dieser Zeit schon mehrere Jahre zurück. Die genauen Fundumstände sind unbekannt. Als Fundstelle wird ein „Sandhügel“ („Na Santüblu“) angegeben, der sich nicht genau lokalisieren lässt. Aus Stehelčeves stammen noch ein Einzelfund eines Ösenhalsrings der Aunjetitzer Kultur sowie ein zweiter Depotfund, der allerdings in die späte Bronzezeit datiert.

## Zusammensetzung
Das Depot bestand ursprünglich aus mehreren Bronzegegenständen unbekannter Art und Zahl. Die meisten wurden nach der Entdeckung eingeschmolzen. Erhalten sind nur fünf Ösenhalsringe. Ihre Oberflächen weisen feine Facetten auf.